# Lumbrineris acicularum
Lumbrineris acicularum är en ringmaskart som beskrevs av Webster och Benedict 1887. Lumbrineris acicularum ingår i släktet Lumbrineris och familjen Lumbrineridae. Inga underarter finns listade i Catalogue of Life.